# Ésuviens
Les Ésuviens (en latin Esuvii ou Esubii) sont un petit peuple gaulois dont l'installation est habituellement placée dans le bassin de l'Orne.
Leur principale ville était Exmes, à 15 km d'Argentan. Ils avaient donc pour voisins les Lexoviens (Lisieux) au nord, les Aulerques Eburovices (Évreux) à l'est, les Sagiens (Sées) au sud et les Viducasses (Vieux) à l'ouest. 

## Histoire
Il est probable que les Esuvii de Jules César, voisin des Armoricains, sont les Sagii pour Esagii, à moins qu'Esuvii ne soit une cacographie des manuscrits. 
Les Esuvii ne sont connus que par les Commentaires sur la Guerre des Gaules où César les mentionne à trois reprises, par exemple lors de la Guerre des Vénètes en 56 av. J.-C. À l'automne 54, le général romain envoya hiverner chez eux une légion sous les ordres de Lucius Roscius. Il précise à ce propos que la région était alors très tranquille (BG V, 24). La raison de ce choix tient sans doute à ce que les Esuviens étaient sur la route qui, par Dreux et Verneuil, allait du centre du Bassin Parisien vers les nations armoricaines récemment soumises. 
Le terme Esuvii, comme d'ailleurs les Esubiani, peuple des Alpes, vient probablement d'Ésus, un des dieux les plus importants de la mythologie gauloise.